# Terphothrix nivea
Terphothrix nivea är en fjärilsart som beskrevs av Stoll 1780. Terphothrix nivea ingår i släktet Terphothrix och familjen tofsspinnare. Inga underarter finns listade i Catalogue of Life.